# Graham Vigrass
Graham Vigrass (ur. 17 czerwca 1989 w Calgary) – kanadyjski siatkarz, reprezentant Kanady, grający na pozycji środkowego.
W 2022 roku w połowie kwietnia poinformował, że kończy karierę reprezentacyjną i na początku czerwca ogłosił, że kończy siatkarską karierę. Lecz powrócił do zawodowej siatkówki i w sezonie 2023/2024 był zawodnikiem hiszpańskiej drużyny CV Guaguas Las Palmas.

## Sukcesy klubowe
Puchar Tunezji:
- 2015

Klubowe Mistrzostwa Afryki:
- 2015

Liga tunezyjska:
- 2015

Liga turecka:
- 2021, 2022[8]
- 2016

Liga niemiecka:
- 2017, 2018

Liga polska:
- 2019

Superpuchar Turcji:
- 2020

Puchar Challenge:
- 2022[9]

Superpuchar Hiszpanii:
- 2023[10]

Puchar Króla Hiszpanii:
- 2024[11]

Liga hiszpańska:
- 2024[12]

## Sukcesy reprezentacyjne
Mistrzostwa Ameryki Północnej, Środkowej i Karaibów:
- 2013[13]
- 2017, 2019

Igrzyska Panamerykańskie:
- 2015

Liga Światowa:
- 2017

## Nagrody indywidualne
- 2017: Najlepszy środkowy Ligi Światowej